# Kume Kunitake
Kume Kunitake (久米 邦武?, Kume Kunitake; prefettura di Saga, 19 agosto 1839 – Edo, 24 febbraio 1931) è stato uno storico giapponese dei periodi Meiji e Taishō. Ebbe un figlio, Kume Keiichirō, che fu un famoso pittore.

## Biografia
Kume nacque nel dominio di Saga, Hizen (attuale prefettura di Saga), e fu attivo nel tentativo di assistere la riforma amministrativa del dominio di Saga durante il periodo Bakumatsu.
Dopo la restaurazione Meiji, fu selezionato per partecipare alla missione Iwakura nel suo viaggio intorno al mondo del 1871–73 come segretario privato di Iwakura Tomomi. Nel 1878 pubblicò il Tokumei Zenken Taishi Bei-O Kairan Jikki (「特命全権大使米欧回覧実記 ), un resoconto in cinque volumi del viaggio e di ciò che aveva osservato negli Stati Uniti d'America e in Europa.
Kume diventò professore all'Università imperiale di Tokyo nel 1888, mentre collaborava al Dai Nihon Hennenshi, una storia enciclopedica universale del Giappone.
Nel 1889, gli fu assegnato l'Ordine del Sacro Tesoro.
Tuttavia, nel 1892, fu costretto a dimettersi dopo aver pubblicato un articolo, Shinto wa saiten no kozoku (「神道は祭天の古俗」) ("Lo shintoismo è un'usanza sorpassata che deifica la natura"), che il governo riteneva sedizioso e altamente critico dello shintoismo di Stato. Nell'articolo, in particolare, Kume affermava che lo shintoismo, religione ancestrale del Giappone, non presentava un fondamento morale come altre religioni: essa sarebbe stata, dunque, meno evoluta di altri sistemi di credenze arrivati più tardi nell'arcipelago, come il buddhismo o il neoconfucianesimo.
Kume continuò a scrivere e a fare lezioni prima all'Università Saint Paul e, in seguito, al Tokyo Semmon Gakko ( 東京専門学校), il predecessore dell'Università di Waseda, dopo le sue dimissioni dall'Università di Tokyo. Negli anni 1920 e 1930, fu di nuovo messo sotto inchiesta dal Governo per i suoi studi, e alcuni dei suoi libri furono censurati e proibiti nelle biblioteche pubbliche.

## Opere
- Tokumei Zenken Taishi Bei-O Kairan Jikki (「特命全権大使米欧回覧実記」), Tokyo, 1878

### Disponibile in inglese
- Kume Kunitake. Healey, Graham e Tsuzuki Chushichi (a cura di). The Iwakura embassy, 1871-73 : a true account of the ambassador extraordinary & plenipotentiary's journey of observation through the United States of America and Europe (The Japan Documents, 2002)